# 吳舒婷
吳舒婷（NG Justine Charissa，1989年8月17日—），香港輪椅擊劍運動員。

## 簡歷
2010年，吳舒婷代表中國香港出戰廣州亞殘運會轮椅击剑比赛，夥拍范珮珊、陳蕊莊、余翠怡贏得女子團體重劍銀牌。

## 榮譽
- 香港特區政府嘉獎

民政事務局局長嘉許計劃（2006-2007年）
- 香港傑出運動員選舉

「香港最佳運動組合」－ 香港女子輪椅劍擊隊（2010年、2011年、2012年、2013年、2015年 - 共5次當選）